# Parafia św. Józefa Robotnika w Kocudzy
Parafia św. Józefa Robotnika w Kocudzy - parafia rzymskokatolicka znajdująca się w diecezji sandomierskiej w dekanacie Janów Lubelski. Została erygowana 8 kwietnia 1987 roku przez biskupa lubelskiego Bolesława Pylaka.
Do parafii należą: Kocudza I, Kocudza II (część), Kocudza III (część), Zdzisławice.